# ویرامونای
ویرامونای (به لاتین: Veeramunai) یک منطقهٔ مسکونی در سری‌لانکا است که در ناحیه امپرا واقع شده‌است.